# Киркьюфедль
Киркьюфедль (исл. Kirkjufell; слушатьо файле) — гора высотой 463 м  в западной части Исландии, находится вблизи города Грюндарфьордюр на западном берегу Грюндар-фьорда на севере полуострова Снайфедльснес.

## Этимология
Буквально с исландского Киркьюфедль означает «церковная гора» (исл. kirkja — церковь + исл. fell — гора). Этим названием гора обязана своей конической формой, схожей с крышей кирхи.

## Физико-географическая характеристика
Гора Киркьюфедль расположена на полуострове Снайфедльснес на левом берегу Грюндар-фьорда. Небольшая лагуна Хаульсвададль (исл. Hálsvaðall) и пролив Квиаоус (исл. Kvíaós) отделяют Киркьюфедль от соседней горы Бримлаурхёвди (исл. Brimlárhöfði). Обе горы представляют собой далеко выступающие северные отроги массивного хребта Снайфедльснес, растянувшегося с запада на восток в центре одноимённого полуострова.
Возле протекает небольшая река Киркьюфедлсау (исл. Kirkjufellsá), которая берёт своё начало в горах хребта Снайфедльснес. На реке расположен живописный каскад водопадов Киркьюфедльсфоссар (исл. Kirkjufellsfossar).

## Геология
Киркьюфедль имеет вулканическое происхождение и принадлежит древней вулканической системе Лисюскард (исл. Lýsuskarð), центральный вулкан которой был особенно активен более миллиона лет назад. По своему геологическому строению гора схожа с другими горами этой вулканической системы, ныне являющимися частью хребта Снайфедльснес. Свою своеобразную нынешнюю форму гора приобрела благодаря ледниковой экзарации во время последнего ледникового периода, когда льдами был снят поверхностный слой пород.
У подножия Киркьюфедля обнаружена лава голоценового периода, далее попеременно следуют осадочные породы и лавы межледникового времени Третичного периода. Вершина состоит по большей части из гиалокластиа.

## Хозяйственное использование
У подножия горы находятся три покинутых фермы, а в 4 км к юго-востоку расположен город Грюндарфьордюр, в гавань которого иногда заходят круизные океанские лайнеры.

Из-за своей своеобразной формы и красивых пейзажей вокруг, Киркьюфедль популярен среди туристов, многие из которых совершают восхождение на вершину горы. Подъём занимает около 1,5-2 часов, длина маршрута 1,5 км. Несмотря на кажущуюся легкодоступность, гора имеет достаточно высокий уровень сложности. За последние десятилетия имелось было несколько несчастных случаев со смертельным исходом среди неопытных туристов.

## Галерея

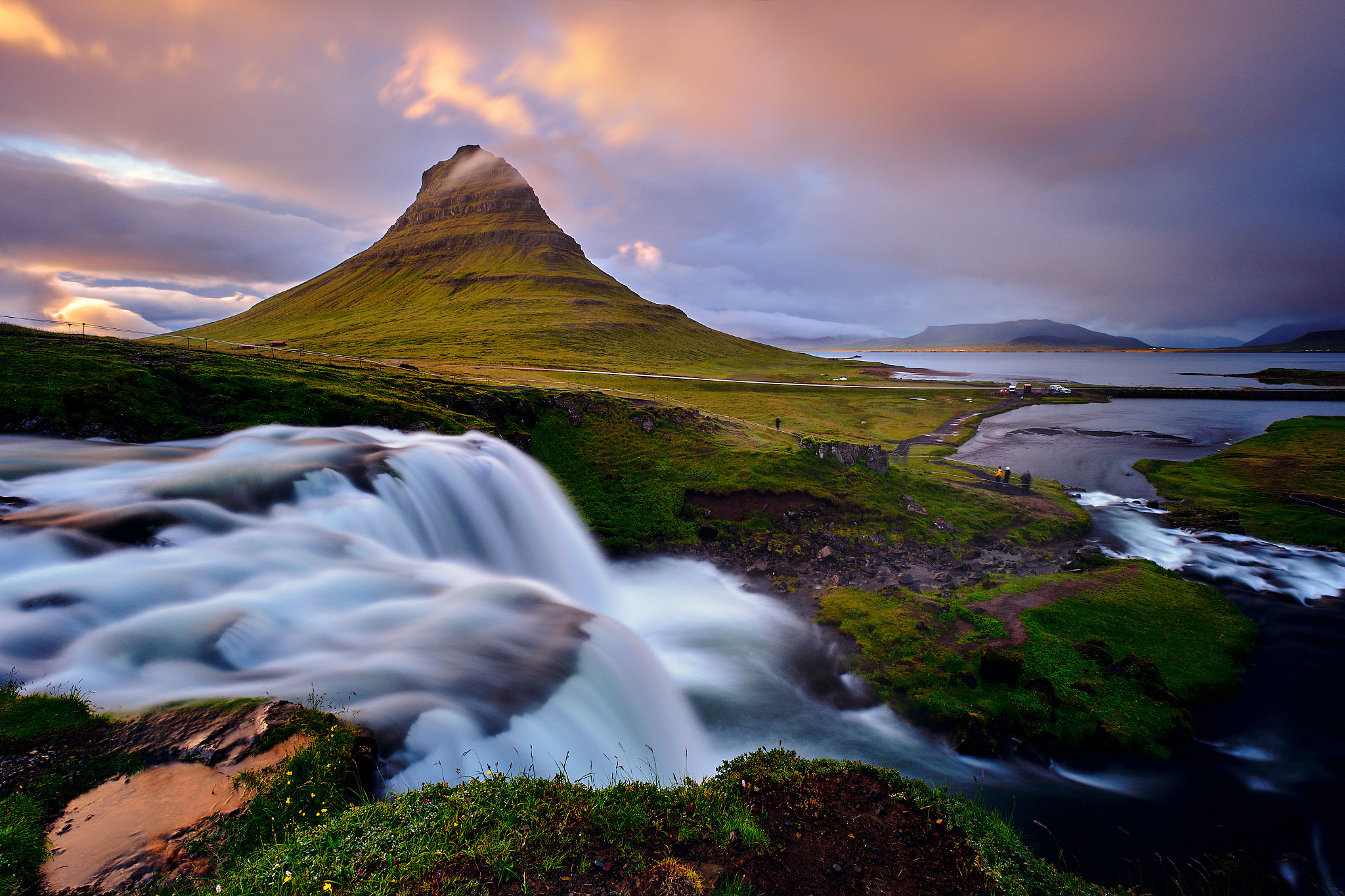
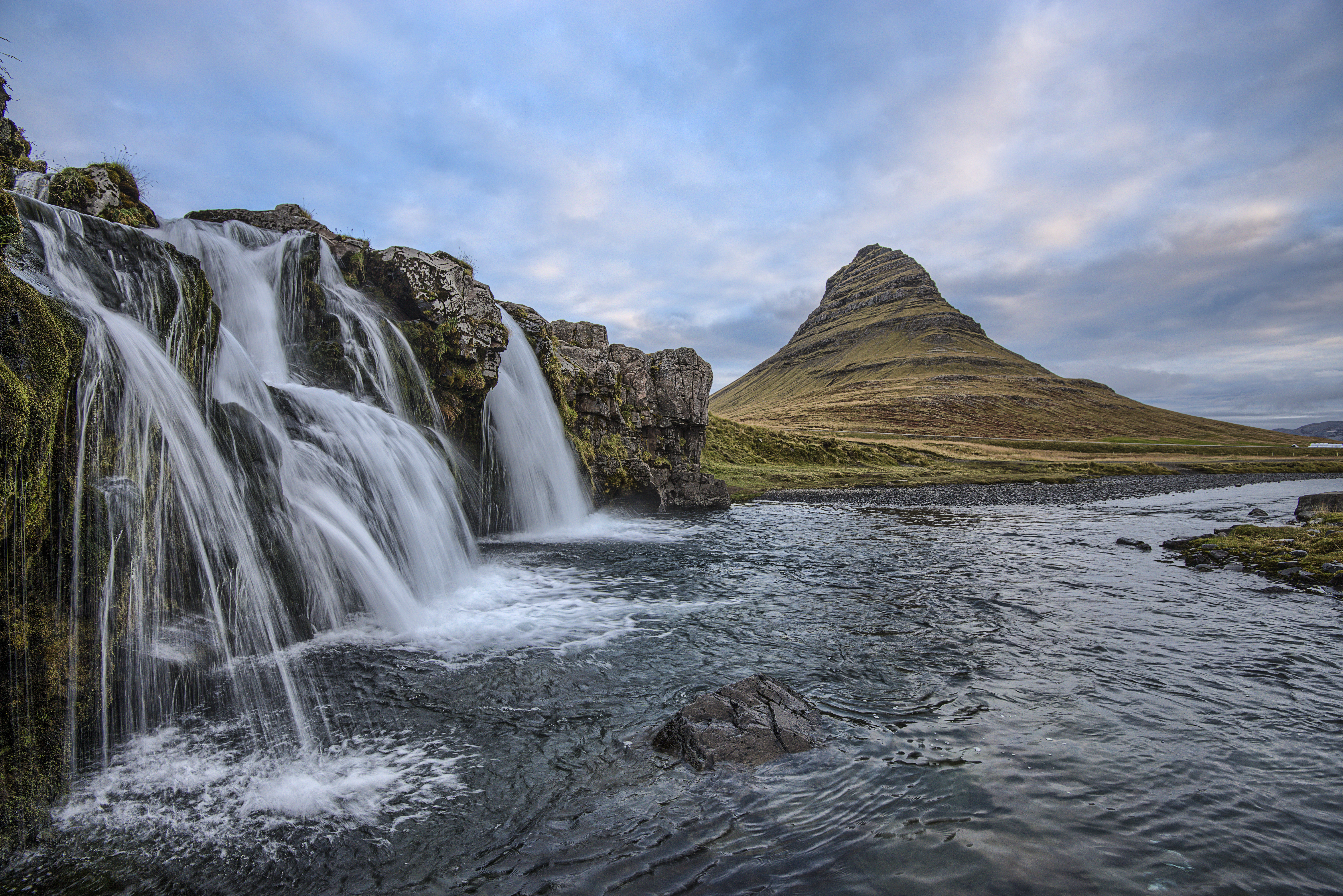
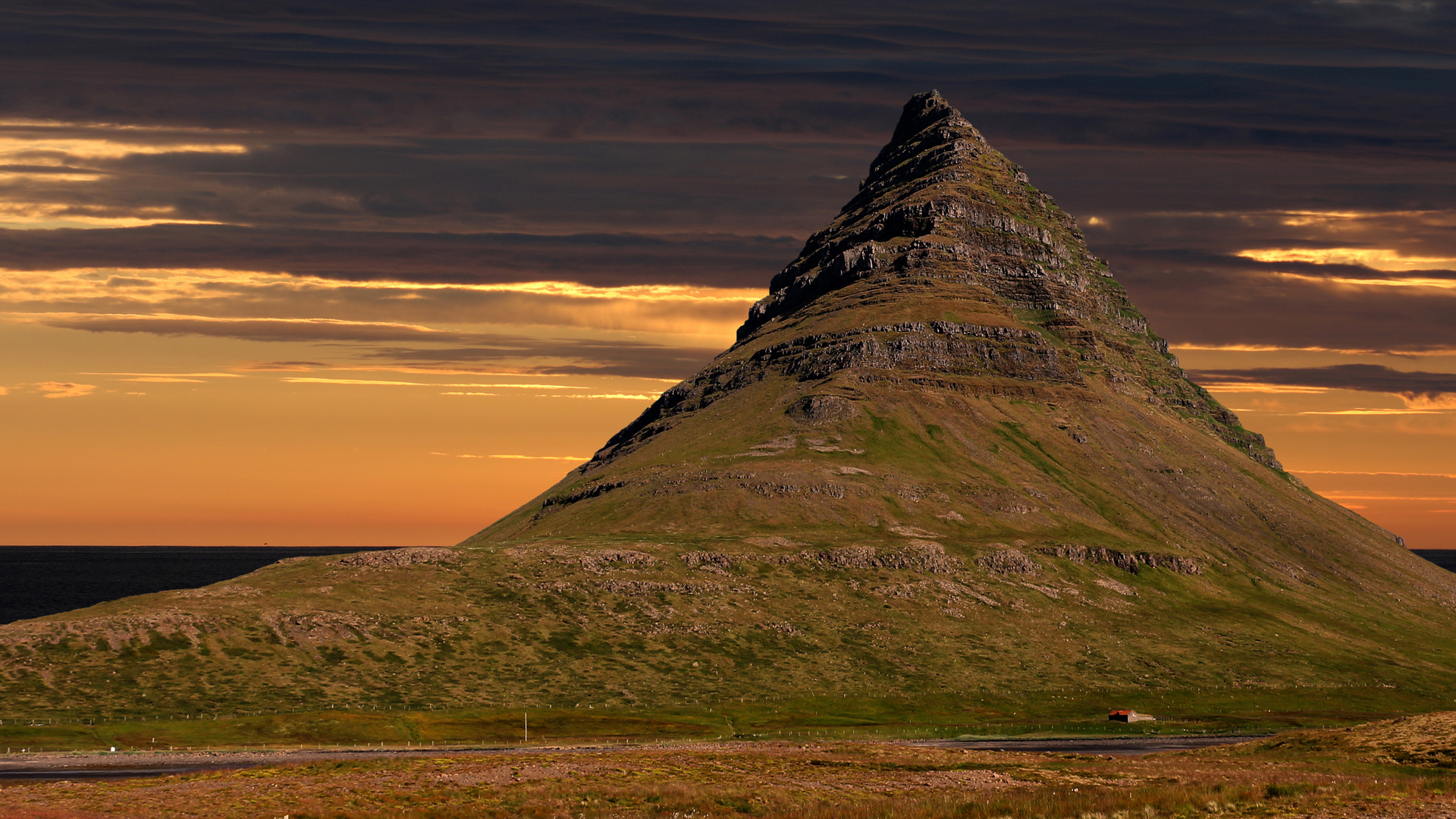
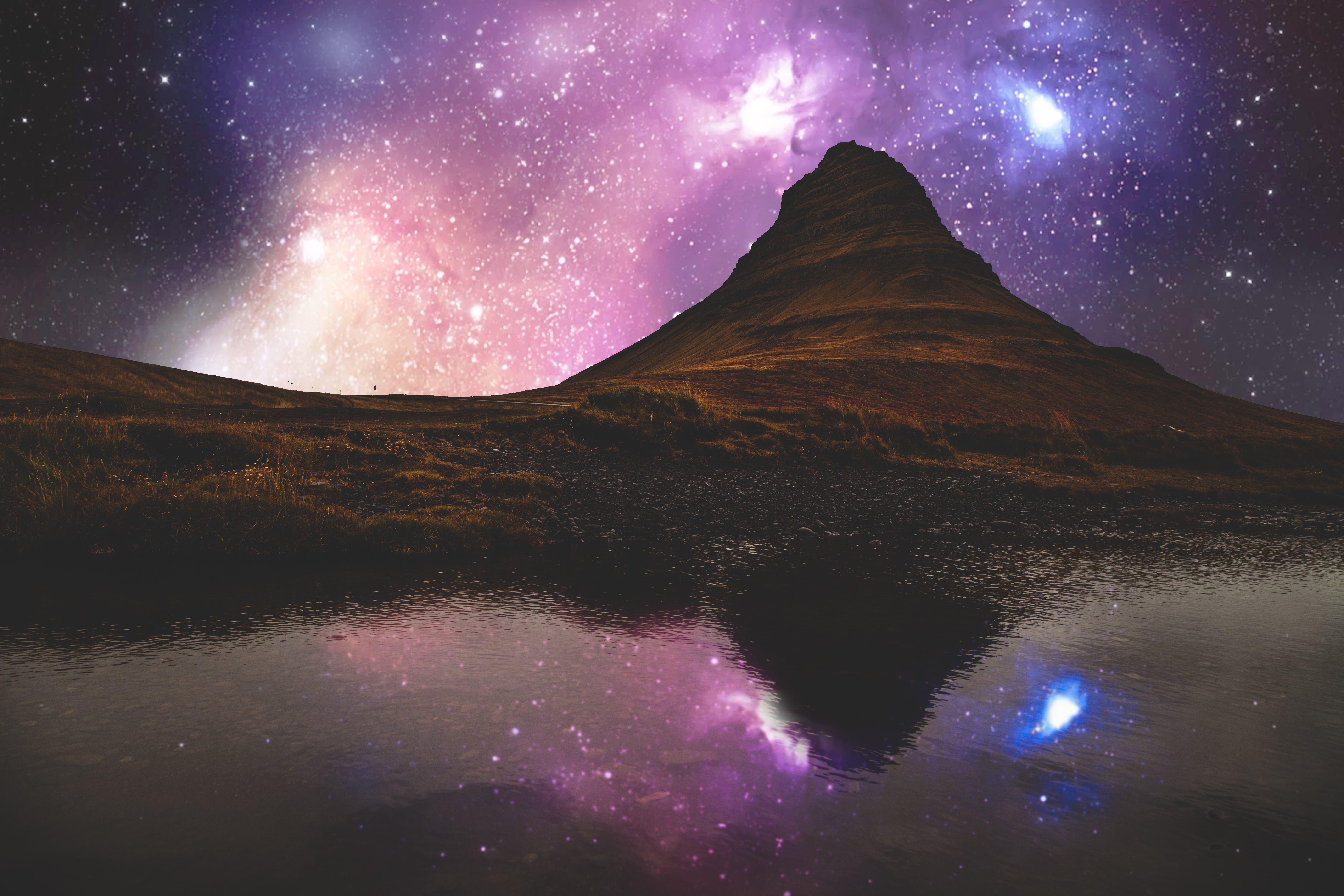
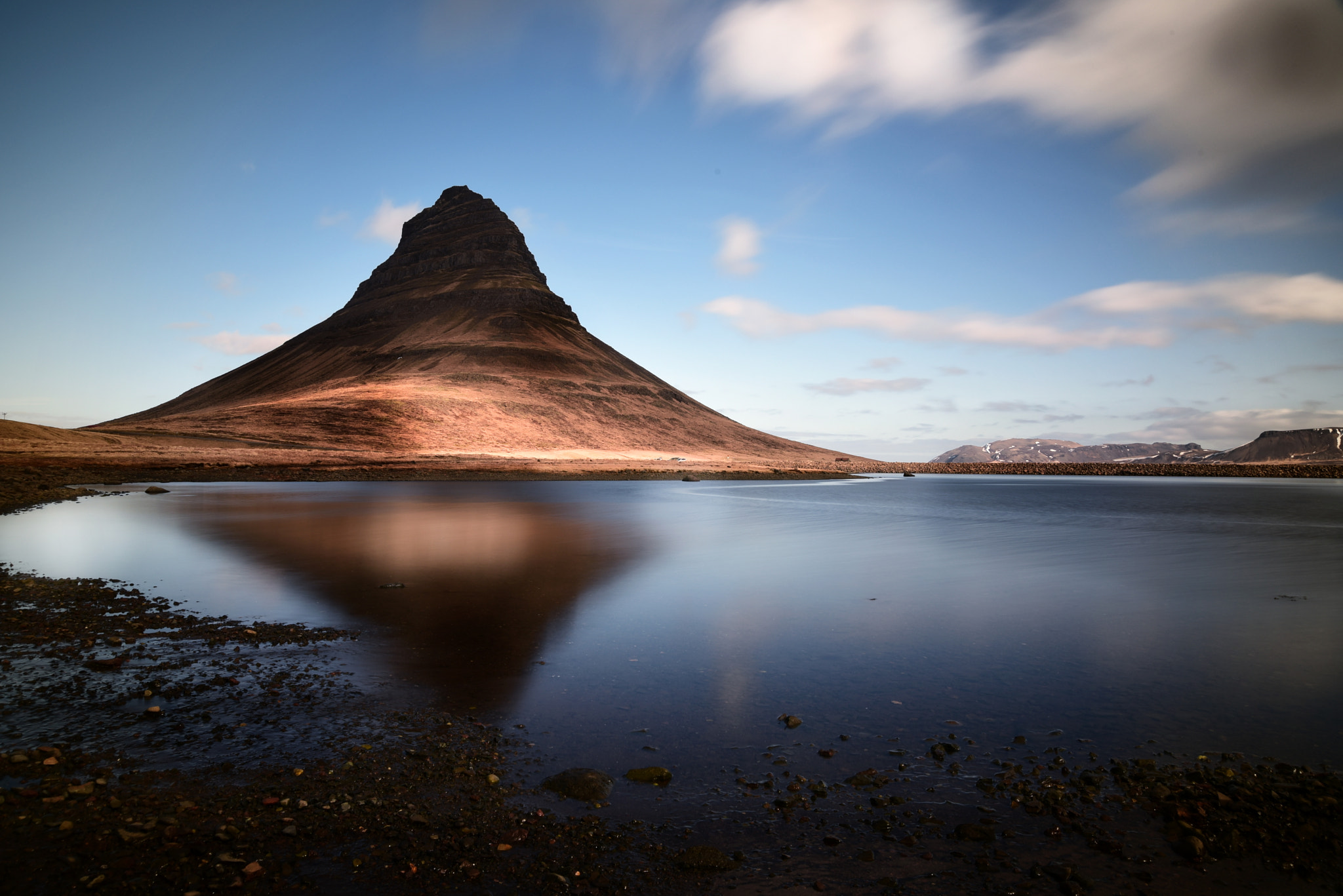
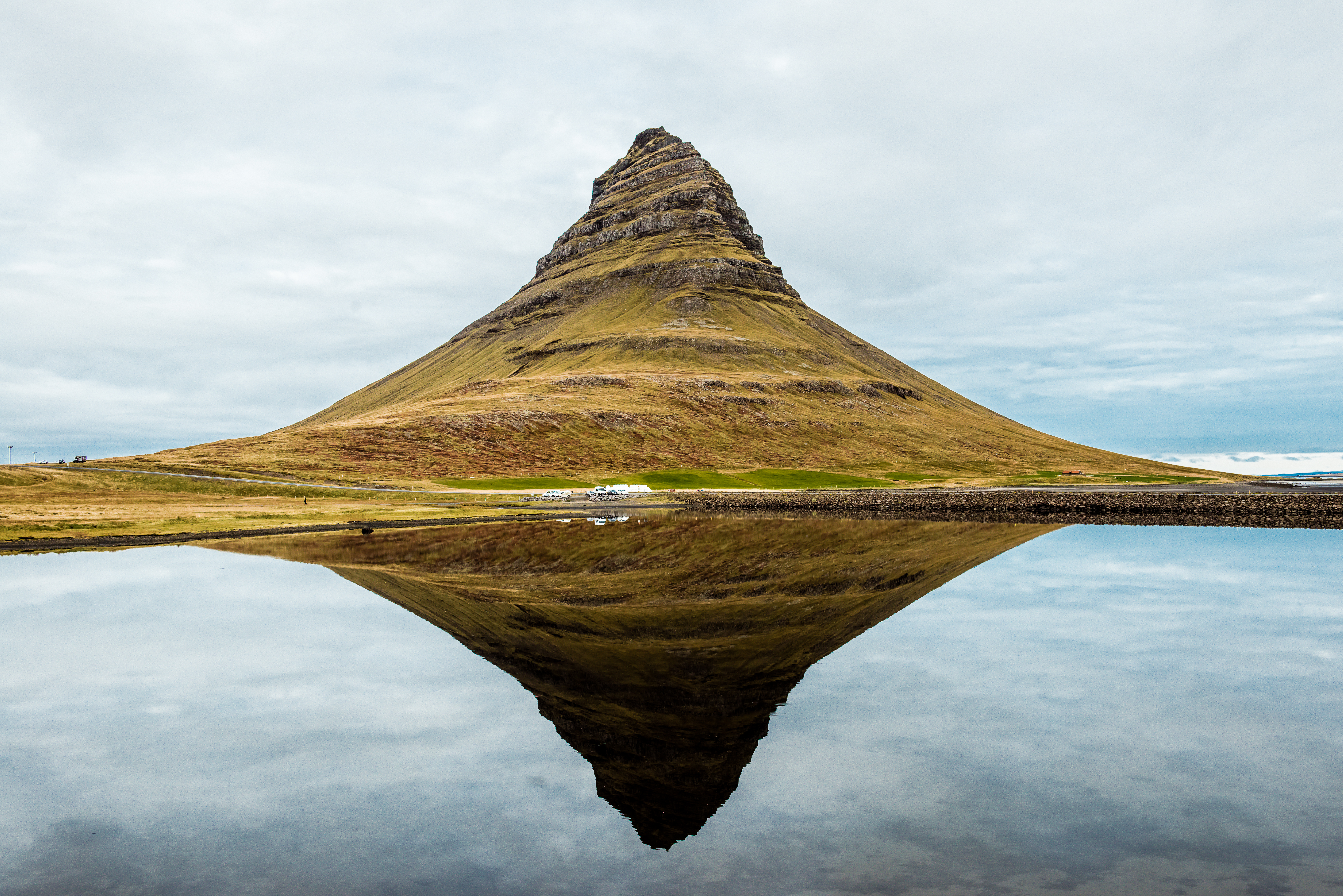
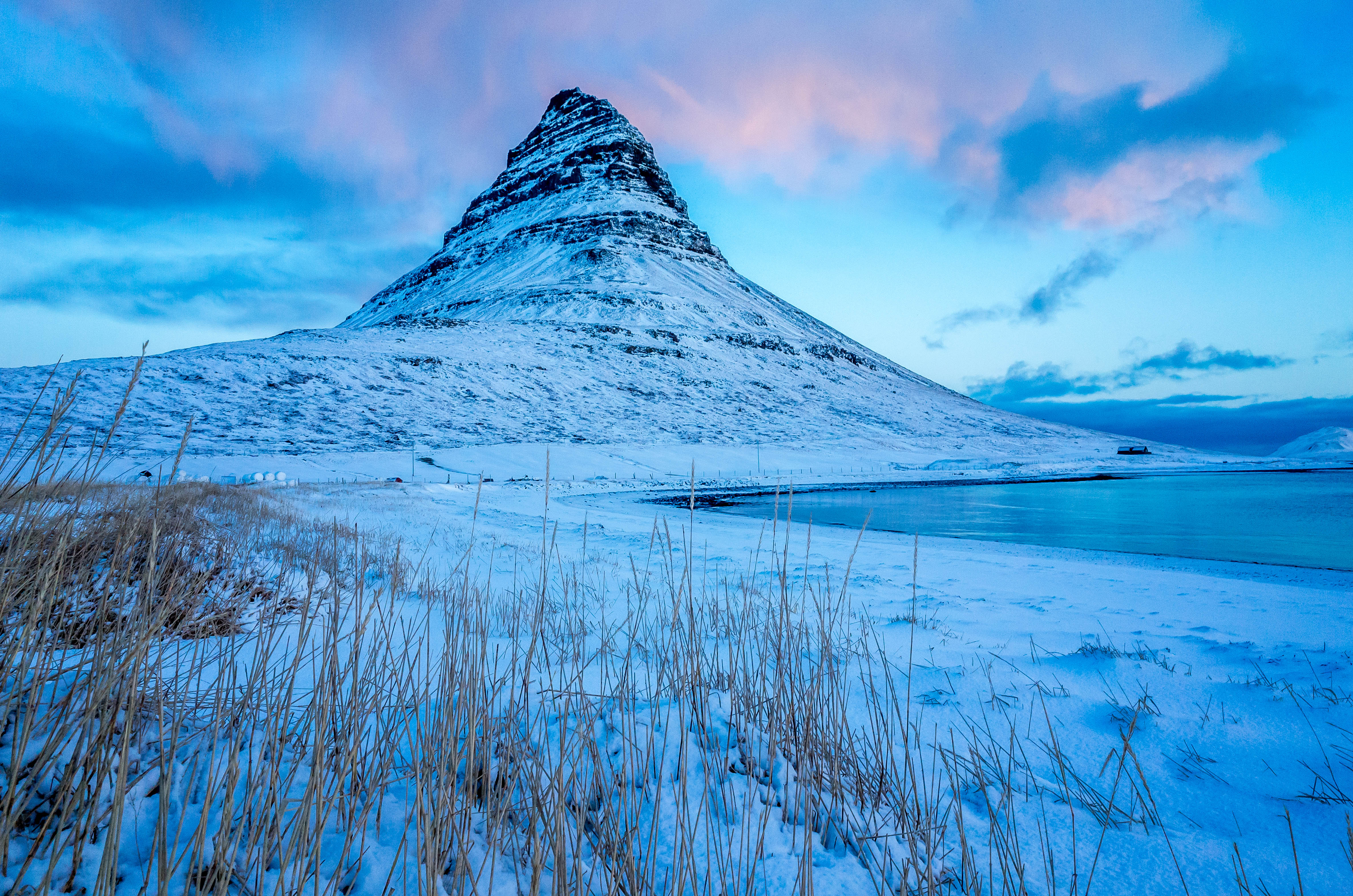
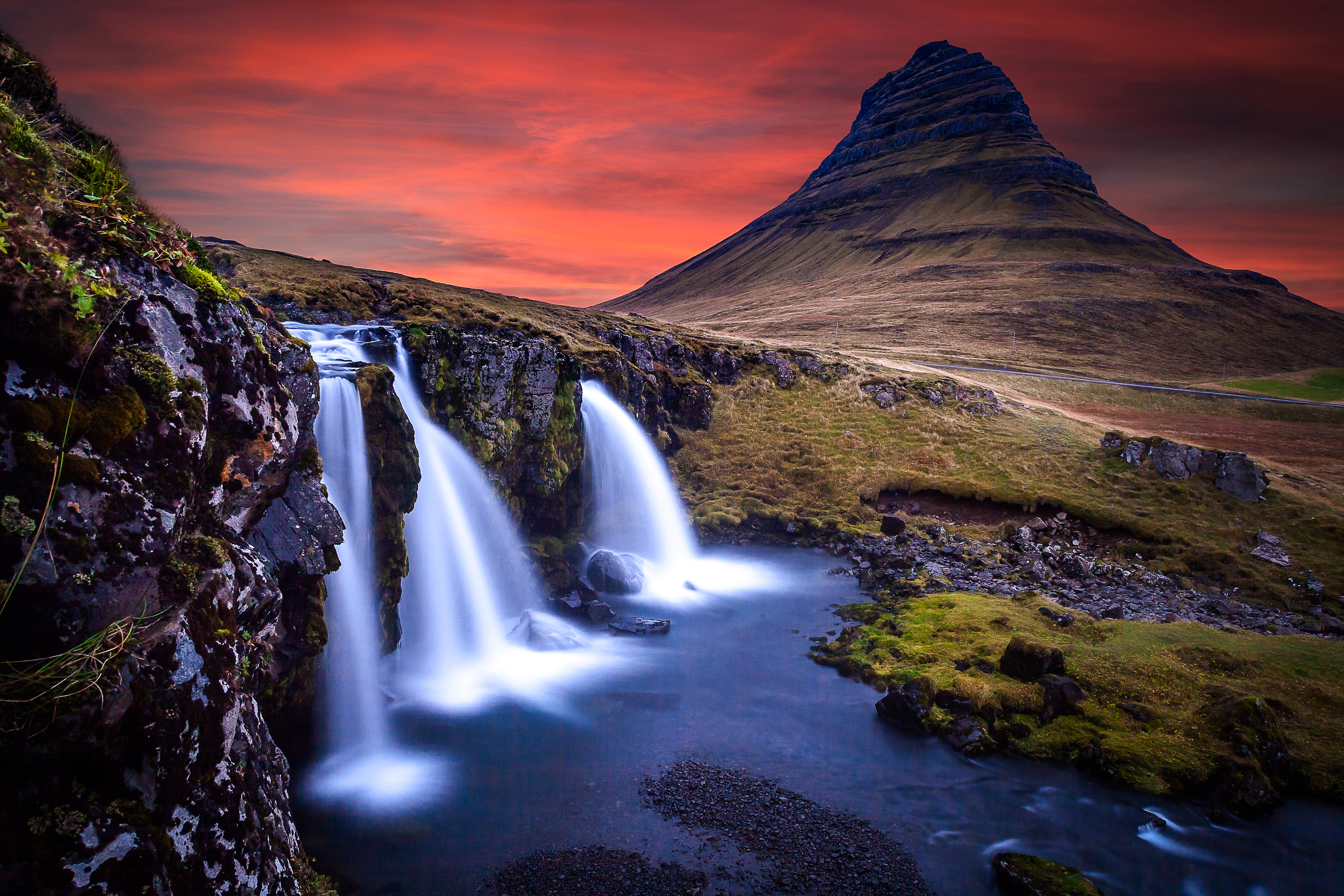
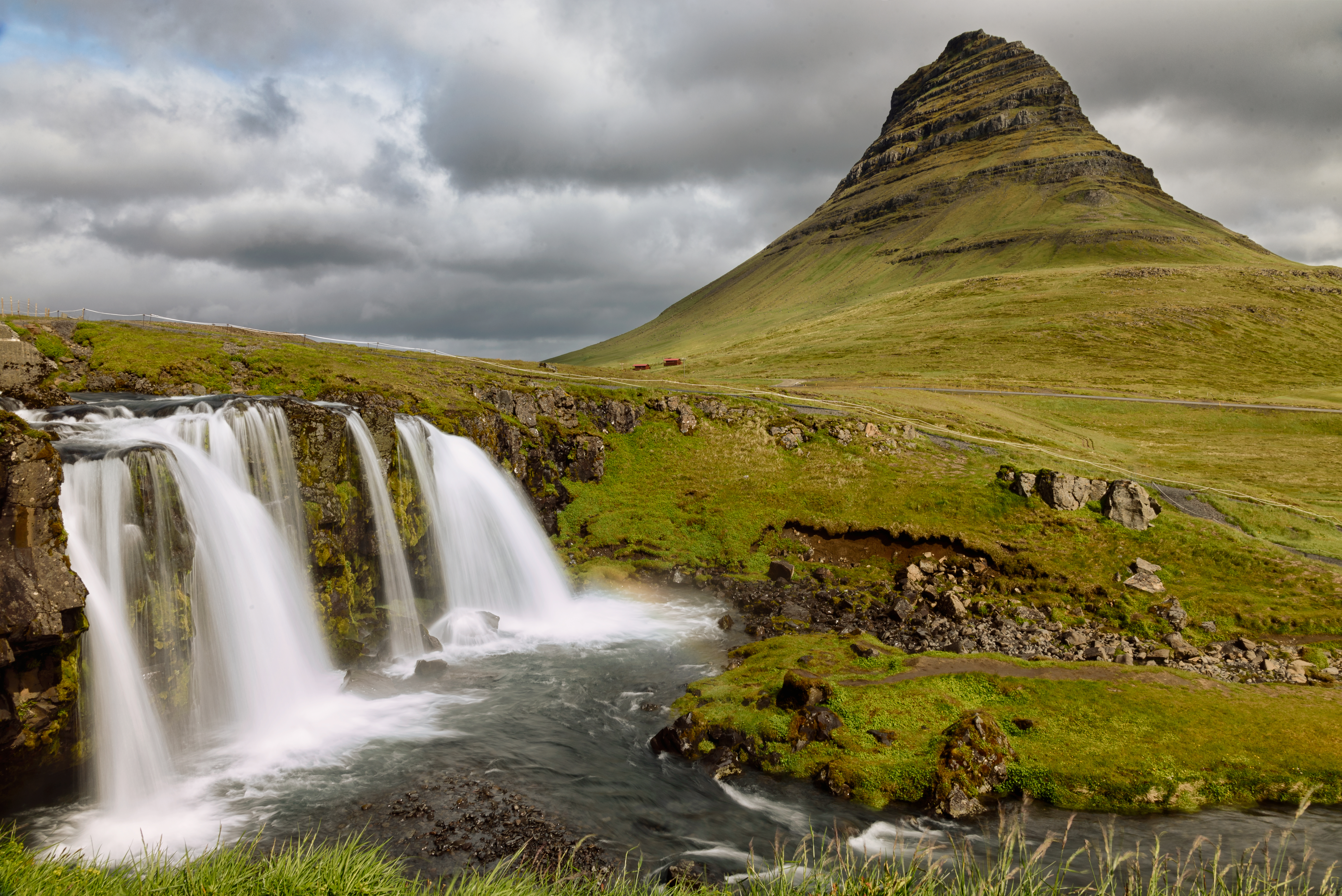